# 谢菲尔德历史

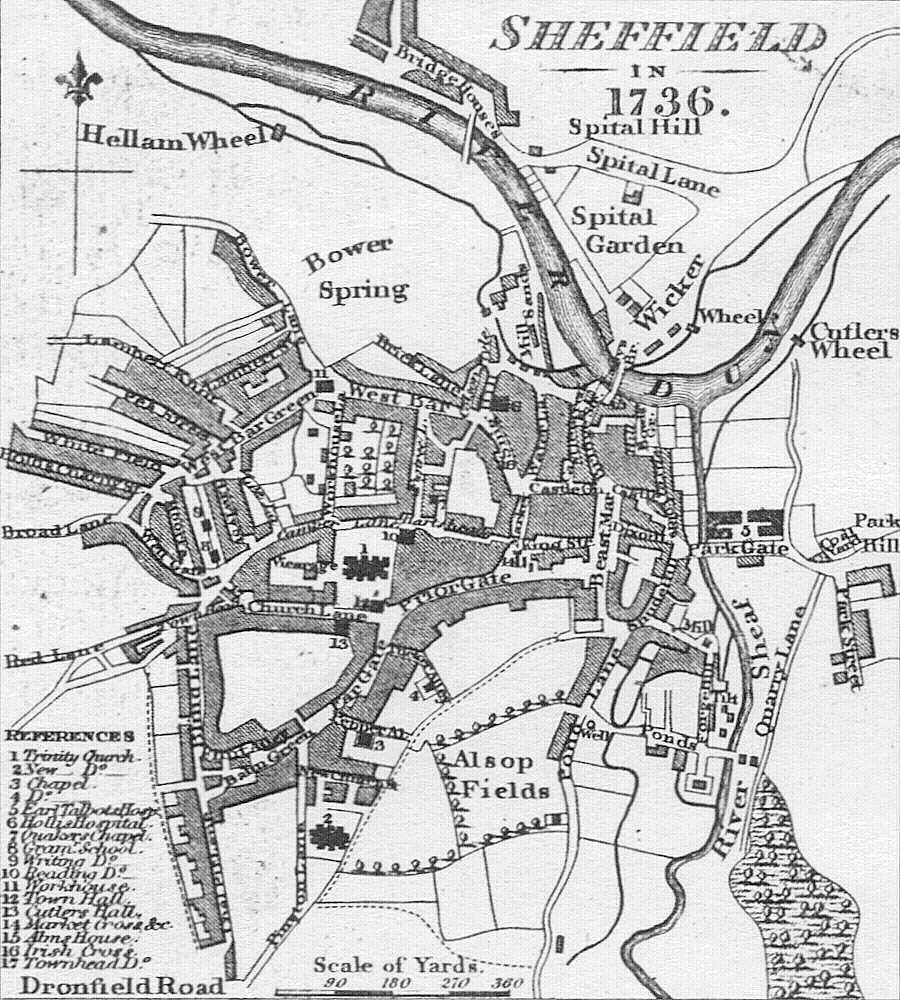
1736年的谢菲尔德地图

公元一世纪后半叶，在谢夫河（River Sheaf）旁边的一片空地上，建立起了一个小镇，被称为谢菲尔德。
人类可能已经在这里居住了10000多年，但真正的城市发展扩张是出现在工业革命之后的。
自14世纪以来，谢菲尔德就以生产刀片而闻名。到1600年，谢菲尔德已经发展成为除伦敦之外英国最大的餐具生产地。技术改进使得谢菲尔德的工业生产的快速增长，比如1740年后出现的坩埚钢工艺。谢菲尔德镇于1843年被设立为自治区，1893年获得特许正式冠名为谢菲尔德市。直到20世纪70年代初早期，谢菲尔德都是英国主要的工业城市。但是1973年石油危机后的经济衰退，加之技术改进，规模经济以及整个欧洲经济共同体内钢铁生产大规模重组，导致谢菲尔德地区的许多钢铁厂倒闭。
城市和经济复兴计划始于20世纪80年代后期，旨在实现城市经济的多元化。谢菲尔德目前是银行业和保险业的中心，汇丰银行，桑坦德银行和英杰华集团在该地设有地区办事处。谢菲尔德还吸引了数码创业公司，目前有25000人受雇于数码行业。

## 谢菲尔德的起源

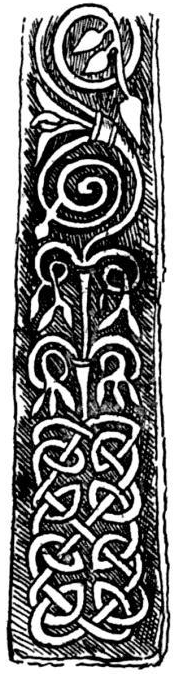
9世纪的谢菲尔德十字架

谢菲尔德来源于古英语， 即境内谢夫河的名字。Sheaf的意思是划分或者分离，谢夫河就是分水岭的意思。 Field（领域）起源于古英语单词feld（菲尔德），是英语中常用的单词后缀，意思是林中空地。 今天的谢菲尔德市很有可能是盎格鲁-撒克逊民族在谢夫河和顿河的汇流点建立的居住地，建立的时间可能介于盎格鲁-撒克逊民族初到此地的时间（大约在在公元6世纪）和公元9世纪早期。
在6世纪到9世纪，一些谢菲尔德其他地区的地名很可能也是盎格鲁-撒克逊人建立的定居点，它们的名字以利（ley）结尾，意思是林中空地，或者以顿（ton）结尾，意思是封闭的农场。 这些地方包括海利(Heeley)，朗利（Longley），诺顿（Norton），奥拿顿（Owlerton），骚塞（Southey），廷斯利（Tinsley)，托特利（Totley），瓦兹利（Wadsley）和沃尔克利（Walkley）。

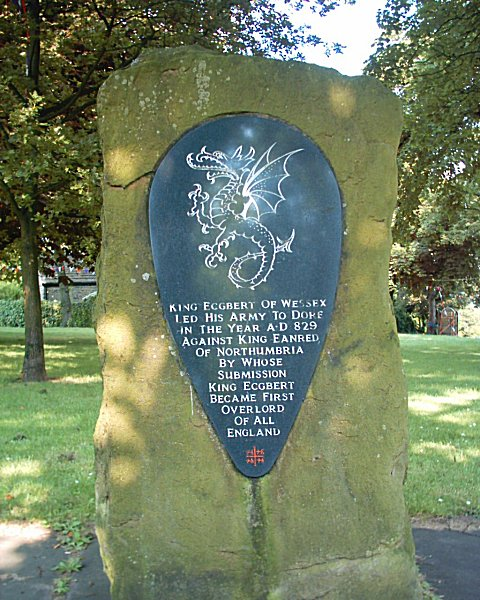
位于多尔的纪念碑，纪念埃格伯特国王在此征服诺森布里亚王国。

19世纪早期，在谢菲尔德发现了一个9世纪早期石头十字架的杆部，这是证明盎格鲁-撒克逊人在这里定居的最早的证据。 这个杆部可能是石头十字架的一部分，于1570年被带出谢菲尔德主教坐堂（现谢菲尔德大教堂）的教堂墓园， 现在保存在大英博物馆。
《盎格鲁-撒克逊编年史》829年的条目里有一份记载，大约和石头十字架处于相同时代。记载中提到诺森布里亚王国国王Eanred在多尔的一个村庄（现在谢菲尔德市的郊区）向威塞克斯王国国王埃格伯特投降：“埃格伯特带领军队和诺森布里亚人一路打到了多尔，见到了Eanred并给出让诺森布里亚人臣服的条款，接受了条款之后，诺森布里亚人便安然回家了。”通过这次事件，埃格伯特宣称自己为第一个征服英格兰并成为英格兰国王的盎格鲁-撒克逊人 。
9世纪后半叶，北欧海盗向英格兰扩张，随之而来的是丹麦法区的建立。殖民者建立了一些村庄，村庄的名字后面常缀有索普（thorpe）,意思是农庄。 谢菲尔德很多地方都有这样的殖民地，比如说格里斯索普（Grimesthorpe），哈肯索普(Hackenyhorpe)，乔丹索普(Jordanthorpe)，尼德索普(Netherthorpe)，厄珀索普(Upperthorpe)，沃特索普(Waterthorpe)还有伍德索普(Woodthorpe)。 直到918年亨伯以南地区的丹麦人才向长者爱德华投降。到了926年，长者爱德华之子埃塞尔斯坦国王成功征服了诺森布里亚人。
937年，奥拉夫·高森佛利森(Olaf Guthfrithson)，维京人首领（征服了都柏林），苏格兰国王康斯坦丁，斯特拉斯克莱德国王欧文一世，坎布里亚国王联军进攻英格兰。入侵部队在布鲁南堡之役中被埃塞尔斯坦国王所带领的威塞克斯军队和梅西亚王国的军队击败。布鲁南堡的具体位置尚不明确，但有史学家 猜测它可能位于怀特山的山坡，介于谢菲尔德的廷斯利和罗瑟勒姆的布林斯沃夫之间。 939年，埃塞尔斯坦国王去世，奥拉夫·高森佛利森再次进攻英格兰并控制了诺森布里亚王国和梅西亚王国部分地区。紧接着942年，在爱德蒙一世的带领下盎格鲁-撒克逊人重新夺回英格兰中部地区，一直延伸到了多尔。944年又征服了诺森布里亚王国。
诺曼底在1066年征服英格兰之后，于1086年编纂《末日审判书》。此书最早将谢菲尔德附近的区域称为哈伦农庄，这个农庄在诺曼底征服后的许多年里仍然由撒克逊人瓦尔塞奥夫（Waltheof）继续拥有。《末日审判书》是由征服者威廉下令编写的，并以此来估计这些英格兰小镇和庄园的价值。《末日审判书》的条目用拉丁文简写，下面这段是哈伦庄园的的条目开头：
TERRA ROGERII DE BVSLI 
M. hi Hallvn, cu XVI bereuvitis sunt. XXIX. carucate trae 
Ad gld. Ibi hb Walleff com aula...

## 中世纪的谢菲尔德
威廉（William de Lovetot）去世后，海兰姆郡的庄园传给他儿子理查德（Richard de Lovetot）然后继续传给他的孙子威廉（William de Lovetot）。1204年，海兰姆郡庄园以姻亲的方式传给了杰勒德（Gerard de Furnival）。 于是往后的180年里，Furnival家族成为这个庄园的拥有者。 第四代Furnival公爵汤姆森（Thomas de Furnival）曾在第二次男爵战争中资助西蒙·德·孟福尔， 因此，1266年约翰（John de Eyvill）带领一群男爵从从林肯郡向德比郡进发，途径谢菲尔德，他们烧掉了这里的教堂和城堡，毁掉了谢菲尔德镇。
在接下来的四年里，一座新的石头城堡拔地而起，大概在1280年，约克大主教威廉（William de Wickwane）奉献了一座新的教堂。1295年，汤姆森（Thomas de Furnival）的儿子（也叫汤姆森）成为海兰姆郡第一个被召集到议会上的领主，从而获得了Furnivall勋爵头衔。 1296年11月12日爱德华一世特许每周二在谢菲尔德开办集市，接下来1297年8月10日，Furnivall公爵宣布谢菲尔德为自由开放的自治小镇。
谢菲尔德于1297年获得宪章成为自治镇，这项宪章还批准建立谢菲尔德镇信托机构。De Furnival 家族将土地赠予谢菲尔德的自由土地人，每年向他们收取费用并由谢菲尔德镇信托机构管理他们。信托机构刚开始是由所有自有土地人组成公共会议， 在他们之中选出一名城镇收费员。 Furnival家族的两代人管理了谢菲尔德，随后以姻亲的形式交给了托马斯·内维尔爵士（Sir Thomas Nevil）管理。1406年，谢菲尔德又被交给了第一代什鲁斯伯里伯爵约翰·塔尔博特（John Talbot）。

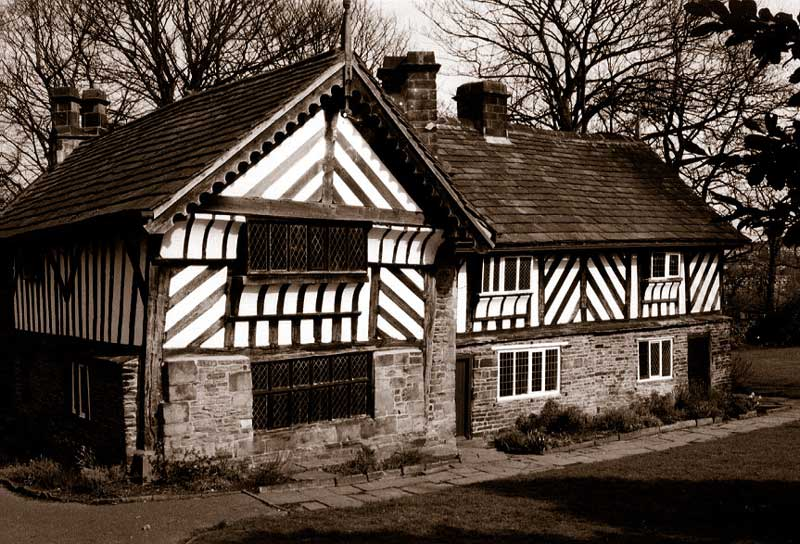
主教屋

1430年的时候，建于1280年的谢菲尔德教区教堂被拆毁，并被新教堂取代。新教堂的部分区域至今仍然存在，成为谢菲尔德大教堂的核心部分，也是现在的谢菲尔德市中心幸存的最古老的建筑。 这一时期其他著名的建筑物还包括庞德山上的老王后之首酒吧，这个酒吧建立于1480年左右，其木头构架仍然完好无损。除此之外还有1500年左右建造的主教屋和布鲁姆大厅。
第四代什鲁斯伯里伯爵乔治·塔尔博特（George Talbot）曾在谢菲尔德居住，于1510年左右在城外建造庄园别墅，1520年，他并在教区教堂增设了一座小教堂作为家族墓地。现在在教堂里仍然可以看到第四代和第六代什鲁斯伯里伯爵的纪念物。 苏格兰玛丽女王曾被伊丽莎白一世视为威胁，自1568年抵达英格兰以来一直被俘虏。1569年，第六代什鲁斯伯里伯爵乔治·塔尔博特负责监视被囚禁在谢菲尔德的苏格兰玛丽女王。 
1570年，塔尔博特将玛丽女王带到谢菲尔德，接下来的14年中大部分时间玛丽都被关押在谢菲尔德城堡及其附属建筑中。城堡公园延伸至现在的庄园巷（Manor Lane），在那里可以找到庄园别墅（Manor Lodge）的遗址。它们旁边的是伊丽莎白时代的炮塔楼，它可能是为了关押玛丽女王而造。还有一个房间装潢精细，有精致的的石膏天花板和壁炉，上面都缀有纹章装饰，据说是伊丽莎白女王的住所。 英国内战期间，谢菲尔德城堡被辗转多次，最终落入议会议员手中，这位议员于1648年拆毁了谢菲尔德城堡。
18世纪的工业革命使谢菲尔德带的钢铁制造业大规模发展。许多中世纪小镇逐渐被乔治时代和维多利亚时代的建筑物所取代。近年来，谢菲尔德市中心的大片区域已经重建，尽管如此，现代建筑中依然保留了一些古建筑。

## 工业革命时期的谢菲尔德

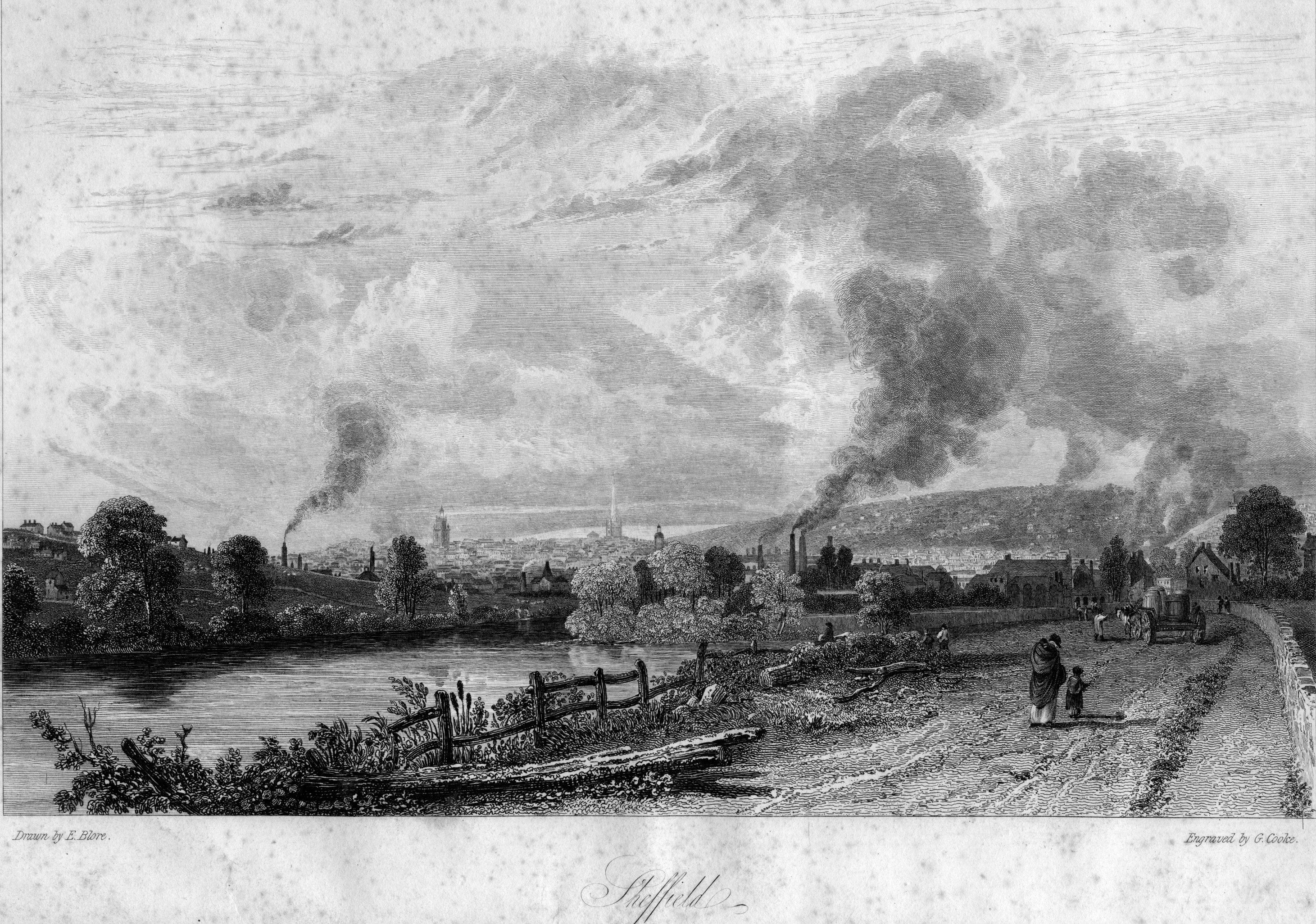
1819年，从阿特克里夫路看到的谢菲尔德

工业革命后由于地理位置的优势谢菲尔德迅速发展。
谢夫河，顿河和洛克斯利河这些急流河使得谢菲尔德成为水力发电行业发展的理想地点。 煤，铁矿石，致密硅岩和磨石沙砾这些在附近山上发现的原料也被用于餐具和刀片的生产
早在14世纪时，谢菲尔德就以刀具生产而闻名：
他的腰带上挂有大刀作武器，
又挂着一把剑，刃口同样锋利；
他的口袋里藏着精致的匕首，
没人敢碰他就因为怕他动手——
他有谢菲尔德刀插在长袜里。
他面庞滚圆，鼻子扁平鼻梁低。
——杰弗里·乔叟 《坎特伯雷故事集》管家的故事
到1600年，谢菲尔德已经成为除伦敦以外英格兰餐具生产的中心。1624年，为了监管刀具贸易，海兰姆郡刀具生产公司成立。 在谢菲尔德的阿贝代尔工业村（Abbeydale Industrial Hamlet）和牧羊人机轮博物馆(Shepherd Wheel)可以看到工业革命时期用水力发电生产刀片和餐具的车间。

大约一世纪以后，丹尼尔·笛福在《大英穷游记》中记载：
谢菲尔德这个小镇面积不小，人口众多，街道狭窄，房屋又黑又暗。钢铁铸造间大部分时间都在生产刀具，使得整个城市烟雾缭绕。谢菲尔德生产各式各样的餐具，特别是利刃，刀，剃刀，斧头和钉子；谢菲尔德还有当时英格兰唯一用来生产磨石的磨坊，虽然说这种磨坊在现在很常见。
谢菲尔德有一个相当宽敞的教堂，教堂是尖顶建筑。该镇至少和约克市的人口相当，甚至比约克还多。

## 20世纪至今的谢菲尔德

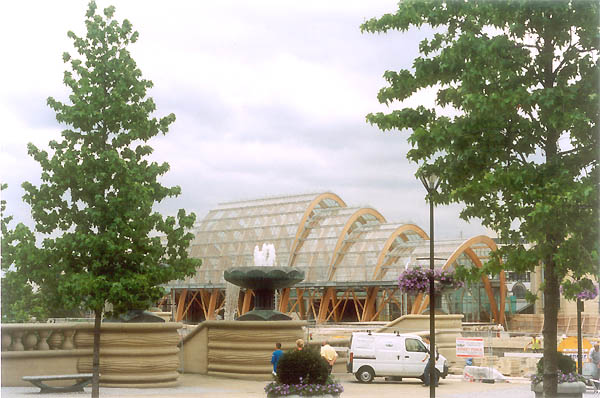
2005年谢菲尔德冬季花园

1914年谢菲尔德成为英国国教的主教区，堂区教堂也随之成为了主教座堂。 一次世界大战期间，谢菲尔德部队在索姆河战役中损失惨重， 谢菲尔德市因此遭到德国飞艇的轰炸。
随着第二次世界大战的来临，紧张局势日益加剧，谢菲尔德20世纪30年代的经济萧条才得以中止。谢菲尔德的钢铁厂开始为战争制造武器和军火。因此一旦战争爆发，该市将再次成为空袭目标。谢菲尔德前后经历了16次空袭
最严重的轰炸发生在1940年的12月12日和12月15日夜晚（现称为谢菲尔德闪电战）。超过660人丧生，无数的建筑物被摧毁，造成了严重的破坏。 
战后的1950年代和1960年代是谢菲尔德发展的黄金期。谢菲尔德的有轨电车停止运营，被包括内环线在内的新的道路系统取而代之。这一时期许多旧的贫民窟被推倒，取而代之的是诸如公园山公寓 和格莱德雷斯谷住宅区这样的安居计划。

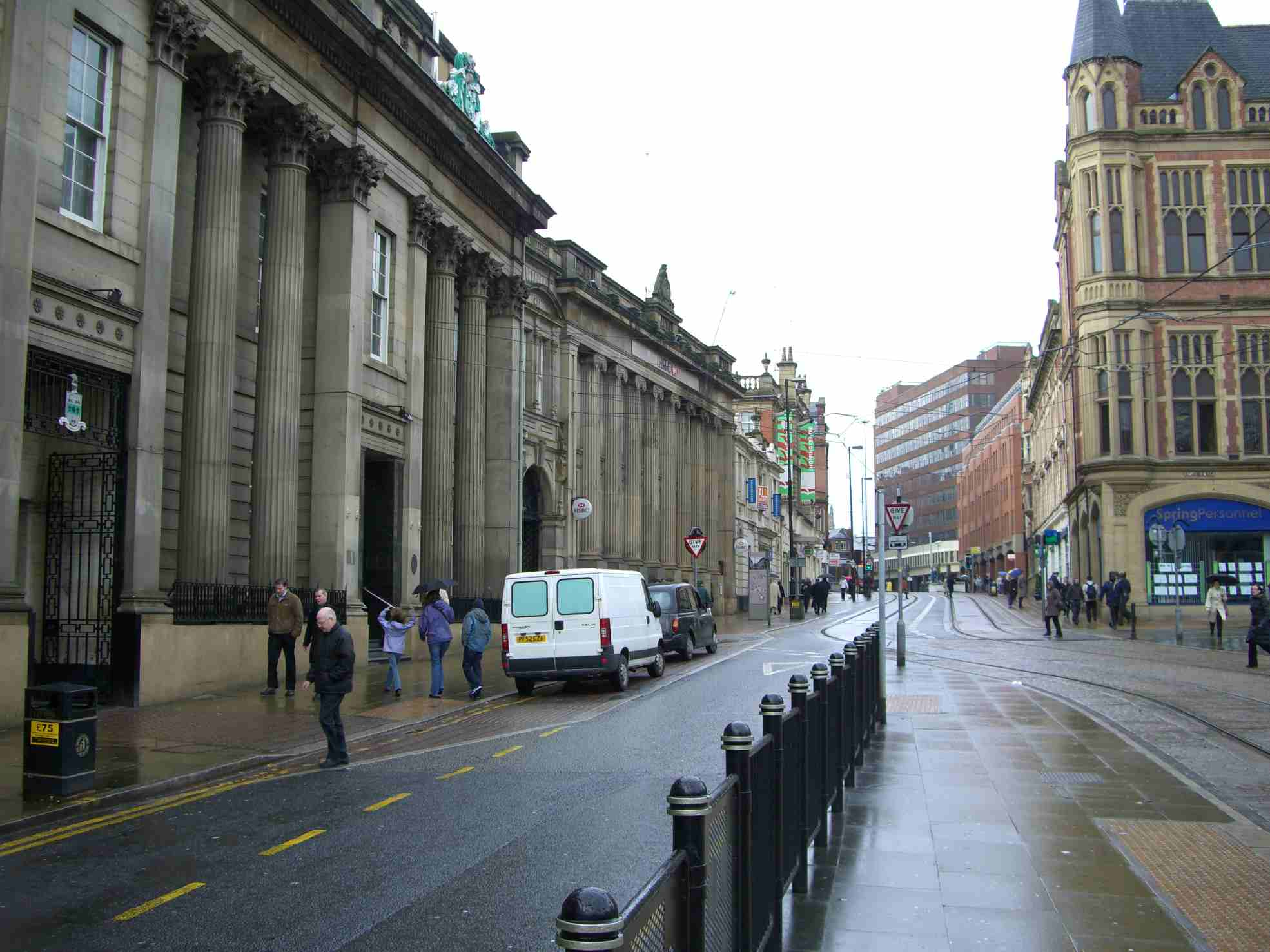
现代的谢菲尔德，教堂大街

谢菲尔德的传统制造业（以及许多英国其他地区的制造业）在20世纪衰落。 巴里·海因斯（Barry Hines）出生在谢菲尔德，他创作了两部以谢菲尔德为背景的电影剧本《注视与微笑》（Looks and Smiles）和《火线》（Threads）并于20世纪80年代拍成电影。1981年的电影《注视与微笑》描绘了谢菲尔德是如何在经济萧条的重创下举步维艰；1984年电视电影《火线》（Threads）讲述了苏联核导弹袭击谢菲尔德东部之后的，人们是如何度过这被放射性物质笼罩的的漫漫寒冬。